# Theodor Wagner
Theodor Wagner detto Turl (Vienna, 6 agosto 1927 – Vienna, 21 gennaio 2020) è stato un calciatore austriaco, di ruolo attaccante.

## Carriera

### Calciatore

#### Club
Cresciuto nelle giovanili del Wacker Vienna, esordisce in prima squadra nel 1946 e l'anno successivo fa parte della squadra che vince campionato e coppa d'Austria, ottenendo il double. Per ben quattro volte, nelle stagioni 1947-1948, 1950-1951, 1952-1953 e 1955-1956 raggiunge la piazza d'onore in campionato. Nel 1951 disputa la finale di Coppa Mitropa contro il Rapid Vienna.
Chiuse la sua esperienza nella capitale nel 1958, trasferendosi allo Stickstoff Linz ed infine, nella stagione 1963-1964, giocò per il Wacker Innsbruck.

#### Nazionale
Esordisce in Nazionale il 10 novembre 1946, a Berna contro la Svizzera in una partita persa 1-0. Veste la maglia della Nazionale in 46 partite, segnando 22 reti, più un altro gol in una partita non ufficiale.
Il 5 novembre 1950, in un'amichevole contro la Danimarca a Vienna, mette a segno una tripletta in soli 27 minuti.
Nel 1954 partecipa alla Coppa del Mondo in Svizzera, aiutando l'Austria a raggiungere il terzo posto, miglior risultato di sempre. Nella cosiddetta "battaglia di Losanna", quarto di finale contro i padroni di casa, segna una tripletta nel 7-5 finale. Dichiarerà, nell'afa e nel caldo della Pontaise (45 °C), di aver perso cinque kg e mezzo di peso.

### Allenatore
La carriera da allenatore di Wagner si esaurisce nello spazio di una sola stagione, il 1964-1965. Allena il Wacker Vienna che retrocede in Regionalliga Ost, dopo una sola stagione in Nationalliga.
In seguito al ritiro lavorò in un negozio di scarpe a Vienna, nella Meidlinger Hauptstraße, fino al 1998.

## Palmarès
- Campionato austriaco: 1

Wacker Vienna: 1946-1947
- Coppa d'Austria: 1

Wacker Vienna: 1946-1947